# De NON
De NON (De Nog Onbekende Nederlander) was een Nederlandse serie televisieprogramma's van de VPRO. De serie werd uitgezonden van 28 maart tot 27 juni 2009.
In het programma gaf de VPRO een podium aan onbekende Nederlanders die een voor een de gelegenheid kregen om de zendtijd naar eigen idee te vullen. Kijkers konden naar de live-uitzending bellen en Twitteren en commentaar, kritiek of tips geven. Per sms konden kijkers de deelnemers wegstemmen.
Het programma werd aanvankelijk op primetime uitgezonden, maar plotseling verplaatst naar de vroege nacht.
Het programma kwam voort uit de ledenwerfactie Feest voor de geest. Tijdens eerdere ledenwerfacties heeft de VPRO soortgelijke programma's uitgezonden, waarin kijkers zendtijd mochten vullen.